# Diószegi Dezső
Diószegi Dezső, Diószeghy (Paptamási, 1904. május 22. – ?) erdélyi magyar magyar költő, író.

## Életútja
A nagyváradi főreáliskola elvégzése után műszaki tisztviselői állást vállalt. Egyszerű formakultúrájú verseiben hazafias érzelem és békevágy szólalt meg.

## Kötetei
- Az elkésett ember (versek, Temesvár, 1938; 2. kiadás Nagyvárad, 1939)
- A rabság alatt (versek, két kiadás, Nagyvárad, 1940-41, 3. és 4. kiadás Radványi Károly illusztrációival, Budapest, 1942)
- Mindenütt harc van (versek, két kiadás, Nagyvárad, 1946-47)
- Emberek az úton (novellák, Nagyvárad, 1948)

## Emlékezete
Emléktáblát avattak tiszteletére szülőhelyén, Paptamásiban 2009. augusztus 15-én.